# Zirkonoceendichloride
Zirkonoceendichloride is een organozirkoniumverbinding met zirkonium als centraal atoom. Verder zijn er twee cyclopentadiënyl en twee chloorliganden. De formule kan geschreven worden als {\displaystyle {\ce {C10H10Cl2Zr}}}, en met meer nadruk op de structuur als {\displaystyle {\ce {(\eta^{5}-C5H5)2ZrCl2}}}, wat in artikelen over de metallocenen, met Cp voor de cyclopentadieen-ring, meestal genoteerd wordt als {\displaystyle {\ce {Cp2ZrCl2}}}. Het is een kleurloze, diamagnetische vaste stof, die slechts matig stabiel is in de lucht.

## Synthese
Zirkonoceendichloride kan verkregen worden uit de reactie van het zirkonium(IV)chloride-THF-complex met cyclopentadiënylnatrium
{\displaystyle {\ce {ZrCl4.(THF)2\ +\ 2NaCp\ ->\ Cp2ZrCl2\ +\ 2NaCl\ +\ 2THF}}}
De nauw verwante verbinding {\displaystyle {\ce {Cp2ZrBr2}}} werd voor het eerst in 1954 beschreven.

## Structuur
De verbinding is een gebogen metalloceen: de twee Cp-ringen liggen niet parallel aan elkaar. De gemiddelde hoek tussen het centrum van de Cp-ringen en het zirkonium-atoom is 128°. De Cl-ZrCl-hoek is 97.1°, wat meer is dan in nioboceendichloride (85.6°) en molybdoceendichloride (82°), de twee volgende elementen in de periode van Zr. De trend die hier optreedt heeft geholpen bij het bepalen van de oriëntatie van de HOMO in deze groep complexen.

## Reacties
Met zirkonoceendichloride als basis zijn meerdere reagentia ontwikkeld. Deze stoffen zijn vernoemd naar de onderzoekers die ze ontdekt hebben.

### Schwartz's reagens
Zirconoceendichloride reageert met lithiumaluminiumhydryde onder vorming van {\displaystyle {\ce {Cp2ZrHCl}}}, wat bekend staat als het Schwart's reagens:
{\displaystyle {\ce {4Cp2ZrCl2\ +\ LiAlH4\ ->\ 4Cp2ZrHCl\ +\ LiAlCl4}}}
Dit reagens kan ingezet worden voor additie's aan alkenen en alkynen.

### Negishi reagens
Zirkonoceendichloride kan ook gebruikt worden om het Negishi-reagens te maken, {\displaystyle {\ce {Cp2Zr( \eta^{2}-buteen)}}} dat als  bron van {\displaystyle {\ce {Cp2Zr}}} gebruikt kan worden. Hierbij wordt {\displaystyle {\ce {Cp2ZrCl2}}} behandeld met n-butyllithium, waarbij de twee chloride=liganden vervangen worden door twee butylgroepen. De dibutylverbinding ondergaat β-hydride-eliminatie, waarbij een η2-buteenligand ontstaat. Het gevormde butaan komt daarbij vrij.

### Carboaluminering
Zirkonoceendichloride katalyseert de carboaluminering van alkynen door trimethylaluminium waarbij alkenyldimethylalanen gevormd worden. Deze vormen op hun beurt de basis voor drievoudig gesubstitueerde akenen. Zo kan het α-E,E-farneseen (een van de vier isomeren) zuiver bereid worden in een opbrengst van bijna 70% over-all in de reactie van 1-buten-3-yn met trimethylaluminium, gevolgd door de palladium gekatalyseerde reactie van het product met geranylchloride.
Met trimethylaluminium in deze reactie wordt alleen het syn-additieproduct gevormd en met eindstandige alkynen wordt met een hoge selectiviteit (in het algemeen > 10:1) het anti-Markovnikovproduct gevormd. Jammer genoeg worden met hogere alkylaluminium-verbindingen slechtere resulaten geboekt (door β-hydride-eliminatie van het alkylzirkonium intermediair). Practische toepassingen  va deze reactie zijn dus beperkt al geldt aan de andere kant dat een methyl-gesubstitueerde dubbele binding een veel voorkomend motief is in natuurstoffen.

### Zr-wandeling
Zirconoceendichloride vormt samen met een reducerend reagens zirkoneceenhydride in situ, waardoor het mogelijk wordt dat een dubbele band zich langs een alkyl=keten verplaatst, een zirkoon-wandeling (Engels: Zr-walk).) De laatste stap in dat proces is de splitsing van een allylische binding. Voor deze ractie is het niet altijd nodig equivalente hoeveelhedne van het Schwartz- of Negishi-reagens te gebruiken. Ook katalytische hoeveelheden bij de reactie met lakylaluminiumverbindingen, radicaal-cycliseringen,  polybutadieen-splitsngen, en het reductief verwijderen van functionele groepen behoort tot de mogelijkheden. Bijvoorbeeld:
{\displaystyle {\ce {R-CH=CH-(CH2)_{n}-OR^{'}\ ->[{\ce {Cp2ZrCl2(0,05\ eq)}}][{\ce {LAlH4\ (1,50\ eq)}}]\ R-(CH2)_{n}-CH2CH3\ +\ HOR^{'}}}}
Hierbij "wandelt" de dubbele binding onder invloed van het zirkoniumreagens eerst neer de eindstandige positie, waarna de ethergroep wordt afgesplitst.